# Direct User Access Terminal Service
Der Direct User Access Terminal Service (DUATS) war eine von der FAA angebotene Dienstleistung für in den USA registrierte Piloten. 
Der Service erlaubte den direkten Zugriff auf Wetter- und Fluginformationen und das Anlegen von Flugplänen. Der Service war für in den USA registrierte Piloten, Flugdienstberater und andere autorisierte Benutzer kostenlos. Am 16. Mai 2018 wurde der Service eingestellt. Bereits vorher waren von der FAA genehmigte Internetdienste wie Flight Service 1800wxbrief vorhanden, die eine offizielle Briefing und Aufgabe des Flugplanes ermöglichen. Zudem kann, wie ehedem, bei der nächsten Flight Service Station ein Briefing telefonisch abgerufen werden und ein Flugplan aufgegeben werden.